# Zarodziec
Zarodziec (Plasmodium) – rodzaj jednokomórkowych pierwotniaków, pasożytów wewnątrzkomórkowych wywołujących malarię u gadów, ptaków i ssaków (w tym ludzi). Wszystkie gatunki są przenoszone przez komary.
Inwazyjna postać zarodźca (sporozoit) rozpoczyna cykl życiowy w śliniankach komara. Gdy komar ugryzie żywiciela zarodźca (np. człowieka), sporozoit przedostaje się do jego układu krwionośnego. Następnie wędruje do wątroby i śledziony, gdzie rozmnaża się bezpłciowo, tworząc kryptozoity, które dostają się do erytrocytów. Tam namnażają się i rosną, aż erytrocyt się rozerwie. Uwolnione w ten sposób merozoity atakują kolejne krwinki. Temu etapowi malarii towarzyszy gorączka i dreszcze. Z części merozoitów tworzą się gametocyty, które po ugryzieniu żywiciela przez komara przedostają się do przewodu pokarmowego tego ostatniego. Tam gametocyty przekształcają się w gamety i następuje rozmnażanie płciowe. Powstałe zygoty przenikają przez ścianę jelita i tworzą sporozoity, które przedostają się do ślinianek komara.
Sześć gatunków atakujących człowieka i wywołujących różne postacie malarii:
- Podrodzaj Laverania
  - Plasmodium falciparum (zarodziec sierpowaty)
- Podrodzaj Plasmodium
  - Plasmodium vivax (zarodziec ruchliwy)
  - Plasmodium ovale (zarodziec owalny), obecnie uważany za obejmujący 2 odrębne gatunki:
    - Plasmodium ovale curtisi
    - Plasmodium ovale wallikeri

  - Plasmodium malariae (zarodziec pasmowy)
  - Plasmodium knowlesi (zarodziec małpi(inne języki))[1]

Inne gatunki:
- Plasmodium berghei
- Plasmodium brasilianum
- Plasmodium chabaudi
- Plasmodium cynomolgi
- Plasmodium gallinaceum
- Plasmodium lophurae